# Prix littéraires 2012
Liste des prix littéraires décernés au cours de l'année 2012 :

## Prix internationaux
- Prix Nobel de littérature : Mo Yan (Chine)
- Prix européen de littérature : Vladimir Makanine (Russie)
- Prix de littérature francophone Jean Arp : Silvia Baron Supervielle
- Prix des cinq continents de la francophonie : Geneviève Damas (Belgique) pour Si tu passes la rivière
- Prix SACD de la dramaturgie francophone : Larry Tremblay (Canada) pour Cantate de guerre
- Grand prix de littérature du Conseil nordique : Merethe Lindstrøm (Norvège) pour Dager i stillhetens historie
- Grand prix littéraire d'Afrique noire : Venance Konan (Côte d'Ivoire) pour Edem Kodjo, un homme, un destin.
- Prix littéraire international de Dublin : Jon McGregor (Royaume-Uni) pour Even the Dogs (Même les chiens)
- Prix Carbet de la Caraïbe et du Tout-Monde :  Karla Suárez (Cuba) pour La Havane, année zéro
- Prix Tropiques : Mia Couto (Mozambique) pour L'Accordeur de silences
- Neustadt International Prize for Literature : Rohinton Mistry (Canada)

## Allemagne
- Prix Georg-Büchner : Felicitas Hoppe
- Prix Friedrich Hölderlin (Bad Homburg) : Klaus Merz

## Belgique
- Prix Victor-Rossel : Démons me turlupinant de Patrick Declerck
- Prix Marcel Thiry : Les Étoiles de l'aube de Bernard Gheur

## Canada
- Grand prix du livre de Montréal: Marie-Claire Blais pour Le Jeune Homme sans avenir
- Prix Athanase-David : France Théoret
- Prix du Gouverneur général :
  - Catégorie « Romans et nouvelles de langue anglaise » : Linda Spalding pour The Purchase
  - Catégorie « Romans et nouvelles de langue française » : France Daigle pour Pour sûr
  - Catégorie « Poésie de langue anglaise » : Julie Bruck pour Monkey Ranch
  - Catégorie « Poésie de langue française » : Maude Smith Gagnon pour Un drap. Une place
  - Catégorie « Théâtre de langue anglaise » : Catherine Banks pour It Is Solved by Walking
  - Catégorie « Théâtre de langue française » : Geneviève Billette pour Contre le temps
  - Catégorie « Études et essais de langue anglaise » : Ross King pour Leonardo and the Last Supper
  - Catégorie « Études et essais de langue française » : Normand Chaurette pour Comment tuer Shakespeare
- Prix Giller : Will Ferguson pour 419
- Prix littéraire France-Québec : Jocelyne Saucier pour Il pleuvait des oiseaux
- Prix littéraire Québec-France Marie-Claire-Blais : Mon couronnement de Véronique Bizot
- Prix Robert-Cliche : Judy Quinn pour Hunter s'est laissé couler

## Chili
- Prix national de Littérature : Óscar Hahn (1938-)

## Corée du Sud
- Prix de l'Association des poètes coréens : Yoo An-jin pour 둥근 세모꼴
- Prix Daesan
  - Catégorie « Poésie » : Paek Musan
  - Catégorie « Roman » : Chung Yongmun
  - Catégorie « Critique » : Hwang Hyonsan
  - Catégorie « Traduction » : Ko Hyeson et Francisco Karansa pour Los arobles en la cuesta
- Prix Dong-in : Jung Young-moon pour Un monde d'artifices
- Prix de littérature contemporaine (Hyundae Munhak)
  - Catégorie « Poésie » : Kim So-yeon pour 오키나와, 튀니지, 프랑시스 잠
  - Catégorie « Roman » : Jeon Seong-tae pour 낚시하는 소녀
  - Catégorie « Critique » : Park Hyeg-yeong pour 일상의 정치학
- Prix Gongcho : Do Jong-hwan pour Adossé à un arbre
- Prix Hwang Sun-won : Kim In-sook pour 빈집
- Prix Jeong Ji-yong : Lee Sang-gug pour 옥상의 가을
- Prix Kim Soo-young : Hwan Gin-chan pour 구관조 씻기기
- Prix Manhae : Kim Jay Hong, catégorie « Littérature »
- Prix Midang : Gwon Hyeog-ung pour 봄밤
- Prix Park Kyung-ni : Lioudmila Oulitskaïa
- Prix Poésie contemporaine : Jo Mal-seon pour 재스민 향기는 어두운 두 개의 콧구멍을 지나서 탄생했다
- Prix de poésie Sowol : Lee Jae-moo pour 길 위의 식사
- Prix Yi Sang : Kim Young-ha pour 옥수수와 나

## Danemark
- Prix Hans Christian Andersen : María Teresa Andruetto (Argentine)

## Espagne
- Prix Cervantes : José Manuel Caballero Bonald
- Prix Prince des Asturies de littérature : Philip Roth
- Prix Nadal : Álvaro Pombo, pour El temblor del héroe
- Prix Planeta : Lorenzo Silva, pour La marca del meridiano
- Prix national des Lettres espagnoles : Francisco Rodríguez Adrados
- Prix national de Narration : Javier Marías, pour Los enamoramientos — prix refusé par l'auteur, car il refuse par principe tout prix à caractère officiel ou institutionnel remis par l'État espagnol
- Prix national de Poésie : Antonio Carvajal (es), pour Un girasol flotante
- Prix national de la jeune poésie : Martha Asunción Alonso, pour Detener la primavera
- Prix national d'Essai : Victoria Camps, pour El Gobierno de las emociones
- Prix national de Littérature dramatique : Angélica Liddell, pour La casa de la fuerza
- Prix national de Littérature infantile et juvénile : Laura Gallego García, pour Donde los árboles cantan
- Prix Adonáis de Poésie : Martha Asunción Alonso, pour La soledad criolla
- Prix Anagrama : José Ovejero (es), pour La ética de la crueldad
- Prix Loewe : Juan Vicente Piqueras, pour Atenas
- Prix de la nouvelle courte Casino Mieres : José Luis Castro Lombilla, pour El hombre que mató a Queipo de Llano
- Prix d'honneur des lettres catalanes : Josep Massot i Muntaner (philologue, historien et éditeur)
- Prix national de littérature de la Generalitat de Catalogne :
- Journée des lettres galiciennes : Valentín Paz Andrade
- Prix de la critique Serra d'Or :
  - Montserrat Corretger, pour Domènec Guansé, crític literari i novel·lista: entre l'exili i el retorn, étude littéraire.
  - Alba Dedeu, pour Gats al parc, recueil de nouvelles.
  - Jaume Cabré, pour Confiteor (Jo confesso), roman.
  - Helena Vidal, pour la traduction de Armènia en prosa i en vers, de Ossip Mandelstam.

## États-Unis
- National Book Award :
  - Catégorie « Fiction » : Louise Erdrich pour The Round House (Dans le silence du vent)
  - Catégorie « Essais» : Katherine Boo pour Behind the Beautiful Forevers: Life, Death, and Hope in a Mumbai Undercity (Annawadi : vie, mort et espoir dans un bidonville de Mumbai)
  - Catégorie « Poésie » : David Ferry pour Bewilderment: New Poems and Translations
- Prix Hugo :
  - Prix Hugo du meilleur roman : Morwenna (Among Others) par Jo Walton
  - Prix Hugo du meilleur roman court : Un pont sur la brume (The Man Who Bridged the Mist) par Kij Johnson
  - Prix Hugo de la meilleure nouvelle longue : Six mois, trois jours (Six Months, Three Days) par Charlie Jane Anders
  - Prix Hugo de la meilleure nouvelle courte : La Ménagerie de papier (The Paper Menagerie) par Ken Liu
- Prix Locus :
  - Prix Locus du meilleur roman de science-fiction : Légationville (Embassytown) par China Miéville
  - Prix Locus du meilleur roman de fantasy : Le Bûcher d'un roi, Les Dragons de Meereen et Une danse avec les dragons (A Dance with Dragons) par George R. R. Martin
  - Prix Locus du meilleur roman pour jeunes adultes : La Fille qui navigua autour de Féérie dans un bateau construit de ses propres mains (The Girl Who Circumnavigated Fairyland in a Ship of Her Own Making) par Catherynne M. Valente
  - Prix Locus du meilleur premier roman : Le Cirque des rêves (The Night Circus) par Erin Morgenstern
  - Prix Locus du meilleur roman court : Silently and Very Fast par Catherynne M. Valente
  - Prix Locus de la meilleure nouvelle longue : White Lines on a Green Field par Catherynne M. Valente
  - Prix Locus de la meilleure nouvelle courte : L'Affaire de la mort et du miel (The Case of Death and Honey) par Neil Gaiman
  - Prix Locus du meilleur recueil de nouvelles : The Bible Repairman and Other Stories par Tim Powers
- Prix Nebula :
  - Prix Nebula du meilleur roman : 2312 (2312) par Kim Stanley Robinson
  - Prix Nebula du meilleur roman court : Après la chute (After the Fall, Before the Fall, During the Fall) par Nancy Kress
  - Prix Nebula de la meilleure nouvelle longue : Close Encounters par Andy Duncan
  - Prix Nebula de la meilleure nouvelle courte : Immersion (Immersion) par Aliette de Bodard
- Prix Pulitzer :
  - Catégorie « Fiction » : non attribué
  - Catégorie « Biographie et Autobiographie » : John Lewis Gaddis pour George F. Kennan: An American Life 
  - Catégorie « Essai » : Stephen Greenblatt pour The Swerve: How the World Became Modern (Quattrocento)
  - Catégorie « Histoire » : Manning Marable pour Malcolm X: A Life of Reinvention
  - Catégorie « Poésie » : Tracy K. Smith pour Life on Mars
  - Catégorie « Théâtre » : Quiara Alegría Hudes pour Water by the Spoonful

## France
- Prix Goncourt : Le Sermon sur la chute de Rome de Jérôme Ferrari
  - Prix Goncourt du premier roman : Ce qu'il advint du sauvage blanc de François Garde (Gallimard)
  - Prix Goncourt des lycéens : La Vérité sur l'affaire Harry Quebert de Joël Dicker
  - Prix Goncourt de la nouvelle : L'Espoir en contrebande de Didier Daeninckx
  - Prix Goncourt de la poésie : Jean-Claude Pirotte
  - Prix Goncourt de la biographie : Le Roman des Rouart de David Haziot
  - Liste Goncourt : le choix polonais : Comme une bête de Joy Sorman
- Prix Médicis : Féerie générale d'Emmanuelle Pireyre
  - Prix Médicis étranger : Rétrospective d'Avraham Yehoshua
  - Prix Médicis essai : Congo. Une histoire de David Van Reybrouck
- Prix Femina : Peste et Choléra de Patrick Deville
  - Prix Femina étranger : Certaines n'avaient jamais vu la mer de Julie Otsuka (États-Unis/Japon)
  - Prix Femina essai : Ethno-roman de Tobie Nathan
- Prix Renaudot : Notre-Dame du Nil de Scholastique Mukasonga
  - Prix Renaudot essai : Le Dernier Modèle de Franck Maubert
- Prix Interallié : « Oh... » de Philippe Djian
- Grand prix du roman de l'Académie française : La Vérité sur l'affaire Harry Quebert de Joël Dicker
- Grand prix de littérature Paul-Morand : Patrick Grainville
- Grand prix de la francophonie : Daryush Shayegan
- Prix de la BnF : Milan Kundera pour l'ensemble de son œuvre
- Prix France Culture-Télérama : Le Dernier Contingent d'Alain-Julien Rudefoucauld
- Grand prix RTL-Lire : En vieillissant les hommes pleurent de Jean-Luc Seigle
- Prix du Livre Inter : Supplément à la vie de Barbara Loden de Nathalie Léger
- Prix Alexandre-Vialatte : Le Cas Sneijder de Jean-Paul Dubois
- Prix Boccace : Serge Pey
- Prix Jean-Monnet de littérature européenne du département de la Charente : Dans la grande nuit des temps d'Antonio Munoz Molina (Espagne) – traduit de l'espagnol par Philippe Bataillon (Seuil)
- Prix Décembre : Les Œuvres de miséricorde de Mathieu Riboulet
- Prix des Deux Magots : Le Souvenir du monde de Michel Crépu
- Prix de Flore : Zénith-Hôtel d'Oscar Coop-Phane
- Prix Wepler : Leslie Kaplan, Millefeuille
- Prix du premier roman : Christophe Carlier, L’Assassin à la pomme verte
- Prix du Quai des Orfèvres : L'hermine était pourpre de Pierre Borromée
- Prix Polar :
  - Prix francophone : Juste une ombre de Karine Giébel
  - Prix international : Le Braconnier du lac perdu de Peter May
  - Prix jeunesse : Les Effacés de Bertrand Puard
  - Prix intramuros : Contractors de Marc Wilhem
- Grand prix des lectrices de Elle :
  - Grand Prix du roman : Rien ne s'oppose à la nuit de Delphine de Vigan
  - Grand Prix du polar : Miséricorde de Jussi Adler-Olsen
  - Grand Prix du document : La Maison de Sugar Beach d'Helene Cooper
- Grand prix de l'Imaginaire :
  - Grand prix de l'Imaginaire « Roman » : Rêves de gloire par Roland C. Wagner
  - Grand prix de l'Imaginaire « Roman étranger» : The City and the City par China Miéville
  - Grand prix de l'Imaginaire « Nouvelle » : Boire la tasse (recueil) par Christophe Langlois
  - Grand prix de l'Imaginaire « Nouvelle étrangère » : Ainsi naissent les fantômes (recueil) par Lisa Tuttle
- Grand Prix de Poésie de la SGDL :
- Prix Landerneau : Tangente vers l'est de Maylis de Kerangal
- Prix des libraires : Léna de Virginie Deloffre
- Prix Louis-Guillaume : Comme un morceau de nuit, découpé dans son étoffe de Déborah Heissler
- Prix Rosny aîné « Roman » :
- Prix Rosny aîné « Nouvelle » :
- Prix Hugues-Capet :
- Prix de l'Académie française Maurice-Genevoix : La Lanterne d'Aristote de Thierry Laget
- Prix Russophonie : Anne-Marie Tatsis-Botton pour Souvenirs du futur de Sigismund Krzyzanowski (Éditions Verdier)  (ISBN 978-2-8643-2619-9)
- Prix Octave-Mirbeau : Kimya de Bruno Moutard
- Prix Fénéon : Guillaume Louet pour avoir établi, préfacé et annoté les Écrits critiques de Jean José Marchand
- Prix mondial Cino Del Duca :
- Prix du roman populiste : Ils désertent de Thierry Beinstingel
- Prix du roman Fnac : Peste et Choléra de Patrick Deville (Le Seuil)
- Prix René-Fallet : Hélène Gestern, Eux sur la photo
- Grand prix de la ville d'Angoulême : Jean-Claude Denis
- Fauve d'or : prix du meilleur album : Chroniques de Jérusalem de Guy Delisle (Delcourt)
- Prix littéraire des Grandes Écoles : Laurence Vilaine pour Le silence ne sera qu'un souvenir
- Prix Orange du Livre : Arthur Dreyfus pour Belle Famille

## Italie
- Prix Strega : Inseparabili de Alessandro Piperno (Mondadori)
- Prix Bagutta : Gianfranco Calligarich pour Privati abissi (Fazi editore) et Giovanni Mariotti pour Il bene viene dai morti (Edizioni Et Al.)
- Prix Bancarella : Marcello Simoni, Le Marchand de livres maudits
- Prix Campiello : La collina del vento de Carmine Abate
- Prix Flaiano : 
  - Fiction : Maria Paola Colombo pour Il negativo dell'amore
  - Poésie : ?
- Prix Malaparte : Emmanuel Carrère
- Prix Napoli : Vincenzo Latronico (it), La cospirazione delle colombe, (Bompiani)
- Prix Raymond-Chandler : Don Winslow
- Prix Scerbanenco : Maurizio De Giovanni pour La Méthode du crocodile (Il metodo del coccodrillo)
- Prix Stresa : Francesca Melandri pour Plus haut que la mer (Più alto del mare) (Rizzoli)
- Prix Viareggio :
  - Roman, Nicola Gardini, Le pariole perdute di Amelia Lynd (Feltrinelli)
  - Essai, Franco Lo Piparo, I due carceri di Gramsci (Donzelli)
  - Poésie, Antonella Anedda, Salva con nome (Mondadori)

## Monaco
- Prix Prince-Pierre-de-Monaco : Jean-Paul Kauffmann

## Royaume-Uni
- Prix Booker : Hilary Mantel pour Bring Up the Bodies (Le Pouvoir)
- Prix James Tait Black :
  - Fiction : Alan Warner pour The Deadman's Pedal
  - Biographie : Tanya Harrod pour The Last Sane Man: Michael Cardew, Modern Pots, Colonialism and the Counterculture
  - Théâtre : Tim Price pour The Radicalisation of Bradley Manning
- Orange Prize for Fiction : Madeline Miller pour The Song of Achilles (Le Chant d'Achille)

## Russie
- Prix Bolchaïa Kniga : Daniil Granine pour Moy leytenant (Мой лейтенант)
- Prix Booker russe : Andreï Dmitriev pour Le Paysan et le Teenager (Крестьянин и тинейджер)

## Suisse
- Prix Jan-Michalski de littérature : Julia Lovell (Royaume-Uni) pour son essai historique The Opium War – Drugs, Dreams and the Making of China (Picador, 2011)
- Prix Michel-Dentan :
- Prix du roman des Romands : Reynald Freudiger pour Angeles (L'Aire)
- Prix Schiller : Nicolas Verdan pour Le Patient du docteur Hirschfeld (Campiche)
- Prix Ahmadou-Kourouma : Scholastique Mukasonga, pour Notre-Dame du Nil (éditions Gallimard)